# Feldbrunnen-Sankt Niklaus
Feldbrunnen-St.Niklaus is een gemeente en plaats in het Zwitserse kanton Solothurn en maakt deel uit van het district Lebern.
Feldbrunnen-St. Niklaus telt 872 inwoners.